# NoiTekk
NoiTekk is een Duits platenlabel voor harde en agressieve electromuziek, zoals EBM en darkelectro.
NoiTekk werd opgericht als sublabel van Black Rain Records door Gerald van Black Rain en Marco Gruhn. De eerste uitgave onder het label NoiTekk was Grendels Inhuman Amusement in februari 2001.

## Bands op NoiTekk
- Aslan Faction
- C-Drone-Defect
- CeDigest
- Dawn of Ashes
- Derma-Tek
- Die Sektor
- DYM
- Distorted Memory
- FGFC820
- Hioctan
- Life Cried
- Panic Lift
- Tactical Sekt
- Xentrifuge